# 熊谷俊輝
熊谷俊輝（日语：／ Kumagai Toshiki，2007年9月18日—）是出身于日本岡山縣的男演員、声优。愛貝克思影業所属。

## 来历
六岁便参与仓敷音乐祭并进行演唱。八岁时开始接受正规教育。俊輝对唱歌的兴趣是受到学习音樂劇姐姐的影响。
俊輝的歌唱实力出众，自幼就作为童星出演过多部音乐剧。2019 年，俊輝在音乐剧《愛無止盡》中首次登上舞台，同年甚至出演了音乐剧《魅影》。此外，俊輝在2019年上映的全CG电影《獅子王》中为幼年辛巴配音。

## 人物
爱好是吉他。特技是唱歌和弹钢琴。

## 演出作品
※粗體字為主要角色。

### 电视动画
2022年
- 遊戲王GO RUSH（2022年 - 2025年、王道遊飛[6]）
- 請吃紅小豆吧！（アロエのアンソニー） ※FOD Premium

2023年
- 英雄傳說 閃之軌跡 北方戰役（尼茲霍克少年兵）

2024年
- 秘密的偶像公主（2024年 - 2025年、京極諒太）
- 多數欠（王野頼音[7]）
- 女僕冥土小姐（横谷人好[8]）

2025年
- 異世界默示錄麥諾格拉～從毀滅文明開始征服世界～（伊良拓斗〈以拉·塔庫托〉[9]）

### 剧场版动画
2020年
- 電影版 神奇柑仔店 錢天堂 鯛魚燒（慶司[10]）

2022年
- 我們的黎明（電介）

### 游戏
2024年
- 18TRIP（輝矢宗氏）
- 游戏王：决斗链接（王道遊飛[11])

### 外语配音

#### 电影
- 獅子王（2019年8月9日，日本迪士尼，辛巴<幼年>[5]）
- 驚天營救（2020年4月24日）
- 苦兒流浪記（2020年11月20日，主角·雷米[12]）
- 哈里根先生的手机（2022年，幼年克雷格）
- 惡靈古堡首部曲：拉昆市（2022年1月28日，幼年克里斯）[13]